# Laguna Beach (programma televisivo) (terza edizione)
| n° | Titolo originale               | Titolo italiano                    | Prima TV America  | Prima TV Italia  |
| -- | ------------------------------ | ---------------------------------- | ----------------- | ---------------- |
| 1  | The thrill of the hunt         | Il brivido della caccia            | 16 agosto 2006    | 27 dicembre 2006 |
| 2  | Who wants to date a rock star? | Chi vuole uscire con una rockstar? | 23 agosto 2006    | 31 dicembre 2006 |
| 3  | We're gonna crash a party      | Stiamo andando a rompere una festa | 30 agosto 2006    | 31 dicembre 2006 |
| 4  | Old friends, new crushes       | Vecchi amici nuovi amori           | 6 settembre 2006  | 31 dicembre 2006 |
| 5  | Kiss and don't tell            | Un bacio di cui non parlare        | 13 settembre 2006 | 24 gennaio 2007  |
| 6  | Headed for heartbreak          | Problemi di cuore                  | 20 settembre 2006 | 31 gennaio 2007  |
| 7  | Hook ups and cover-ups         | Tradimenti e segreti               | 27 settembre 2006 | 7 febbraio 2007  |
| 8  | Spies, lies, and alibis        | Rivelazioni, bugie e alibi         | 4 ottobre 2006    | 14 febbraio 2007 |
| 9  | First date, last date          | Vecchie storie e novità            | 11 ottobre 2006   | 21 febbraio 2007 |
| 10 | It's, like, break-up season    | Periodo di separazioni             | 18 ottobre 2006   | 28 febbraio 2007 |
| 11 | The three day rule             | La regola dei tre giorni           | 25 ottobre 2006   | 7 marzo 2007     |
| 12 | Only in Cabo                   | In vacanza a Cabo                  | 1º novembre 2006  | 14 marzo 2007    |
| 13 | You don't just get me back     | Il ballo di fine anno              | 8 novembre 2006   | 21 marzo 2007    |
| 14 | Show them what you've got      | La svolta                          | 8 novembre 2006   | 28 marzo 2007    |
| 15 | See you in a decade            | Il giorno del diploma              | 15 novembre 2006  | 4-11 aprile 2007 |